# 旅行

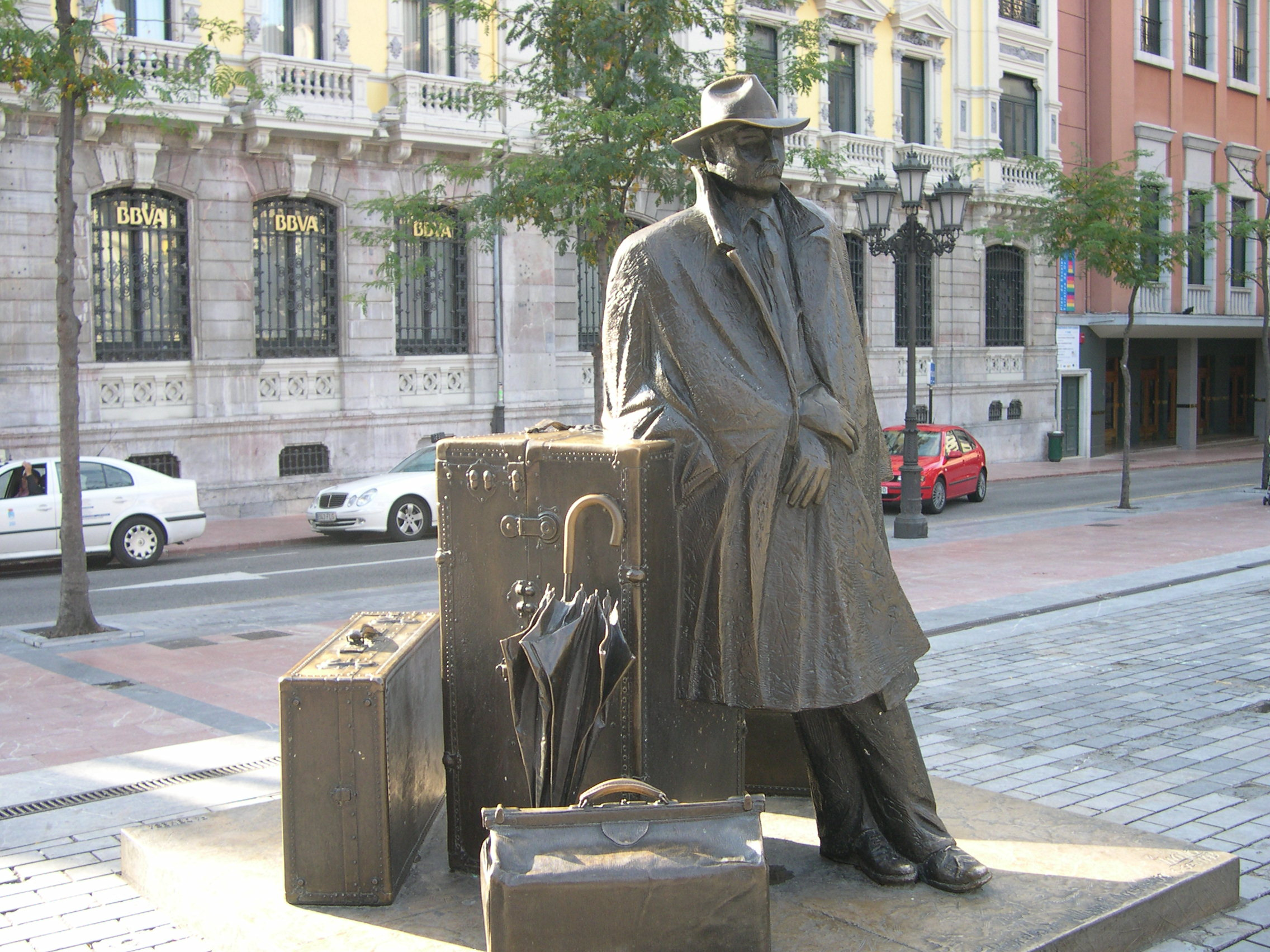
旅行者の銅像（スペイン・オビエド）

旅行（、トラベル、英: travel）とは、見物・保養・調査などのため、居所を離れてよその土地へ行くこと。旅（）とも。

## 概説
広辞苑によると、旅とは、住む土地を離れて、一時他の土地に行くこと。旅行。古くは必ずしも遠い土地に行くことに限らず、住居を離れることをすべて「たび」と言った。大辞泉には「住んでいる所を離れて、よその土地を訪れること」とある。
旅の歴史を遡ると、人類は狩猟採集時代から食糧獲得のために旅をしていた。農耕が行われる時代になった後も、すべての人々が定住していたわけではなく、猟人、山人、漁師などは食糧採集のための旅を行っていた。
その後、宗教的な目的の旅がさかんに行われ始めた。ヨーロッパでは4世紀ころには巡礼が始まっていた。日本でも平安時代末ころには巡礼が行われるようになった。イギリスでは近世になると裕福市民層の子弟が学業仕上げのためのグランドツアーや、家庭教師同伴の長期にわたる海外遊学などを行うようになった。日本では江戸時代にいくつもの街道が整備され、馬や駕籠も整備され、治安も改善されたので、旅がさかんになった。
近代になり西欧で鉄道や汽船などの交通手段が発達すると、ますます旅はさかんになった。→#歴史
現在の旅は非常に多様であり、さまざまに分類することが可能である。→#旅の分類

## 歴史
現代では一般庶民にも移動の自由が公に認められているが、過去においては制限がかかっていた場合が多く、宗教的な巡礼を名目に旅をすることが多かった。
ヨーロッパでは4世紀ごろには巡礼が始まっており、中世にはキリストの聖杯・聖遺物、あるいはその使徒の遺物が安置されているといわれる大聖堂、修道院への巡礼が盛んに行われるようになっていた。主な巡礼路には、旅人に宿泊場所を提供し世話をしたり、病人を世話するための施設も造られていた（ホスピスや病院の起源）。
日本では8世紀ごろから西国三十三所、四国八十八箇所巡礼などが行われるようになった。
また、近世に入ってからは、イギリスの裕福な市民層の師弟の学業の仕上げとしての「グランドツアー」、家庭教師同伴の長期にわたる海外遊学が広く行われるようになり、それを世話する業者である旅行会社が登場した。1841年当時のこのような世相からトーマス・クック・グループが創業した。
また、アメリカでは19世紀には金鉱の発見などにより、「西部開拓」という大移動、旅行ブーム（ゴールドラッシュ）を引き起こした。以後、放浪者、「ホーボー」や、ビートニクなどの運動でも旅行は新しい文化の呼び水になった。（ただし、21世紀現代の米国ではパスポート保持者は全国民の3割に過ぎず、外国へ旅行する人の半数は、行き先が、2007年までパスポートが不要だったカナダとメキシコだったという）。

### 日本
日本は狩猟採集時代、すなわち縄文時代、人々は食糧採集のために旅をしており、鳥獣を追って山野を歩き、魚をとるために川を上下した。弥生時代に入ると農民は定住したものの、猟人、山人、漁師などによって食糧採集の旅は継続、また農民以外の職は行商人であったり歩き職人であったりした。当時は人口が少なく、待っていても仕事にならず、旅をして常に新規顧客を開拓する必要があった。中世から近世にかけては店をかまえる居商人が次第に増えたものの、かわらず旅をする商人・職人も多かった（例えば、富山の薬売りなど）ほか、芸能民、琵琶法師、瞽女等々もいた。
行政によって強制された旅も多かった。防人では東国の民衆がはるばる九州まで赴いた。また貢納品（租庸調という一種の税金）の運搬で、重い荷物を背負って都まで行かねばならず、途中で食糧もつき落命する者が絶えなかった。ちなみに日本の民俗学者の柳田國男は（日本の）旅の原型は租庸調を納めに行く道のりだ、と述べた。食料や寝床は毎日その場で調達しなければならず、道沿いの民家に交易を求める（物乞いをする）際に、「給べ（たべ）」（「給ふ〔たまう〕」の謙譲語）といっていたことが語源であると考えられる、と柳田は述べている。
近世に入り、運送の専門業者が出現したことで、こうした貢納のための強制された旅は激減した。
やがて自由に自発的に行う旅が生まれ発展していった。平安時代末期までは交通環境は厳しく旅は危険を伴い、こうした苦難に挑むのには信仰という強い動機があった。僧侶は修行や伝道のため、一般人は社寺に参詣するために旅をした。平安末から鎌倉時代は特に熊野詣が盛んであった。室町時代以降、伊勢参りが盛んになり、また西国三十三所、四国八十八箇所のお遍路などが盛んになった。
宿泊費については15世紀には既に畿内で旅籠の定額制が確認され、遅れて16世紀には列島の広域で定着していた。中世後期には既に一般の庶民が広範囲な旅行を行いうる環境が成立しており、遠方への旅行も可能な環境が整備されていた。
それまで徐々に発達してきた交通施設・交通手段が、江戸時代に入ると飛躍的に整備された。徳川家康は1600年の関ヶ原の戦いに勝つと、翌年には五街道や宿場を整備する方針を打ち出し、20年あまりのうちにそれは実現した。宿場町には、宿泊施設の旅籠や木賃宿、飲食や休息をとるための茶屋、移動手段の馬や駕籠、商店などが並んだ。また貨幣も数十分の一〜数百分の一の軽さのものに変わり、為替も行われ、身軽に旅ができるようになった。またそれまで多かった山賊・海賊も、徳川幕府300年の間にずいぶん減り、かなり安心して旅ができるようになった。
江戸時代には駕籠や馬も広く使われてはいたが、足代が高い事から長距離乗るのは大名や一部の役人などに限られ、一般人は使うとしてもほんの一部の区間だけが多かった。船に乗る船旅も行われ、波の穏やかな内海は比較的安全で瀬戸内海や琵琶湖・淀川水系、利根川水系などでよく行われていたが、外海では難破の恐れもある危険なものであった。農民の生活は単調・窮屈・暗いものであって旅をしたがったが、各藩のほうは民衆が遊ぶことを嫌い禁止したがった。だが参詣の旅ならば宗教行為なので禁止できず、人々は伊勢参宮を名目として観光の旅に出た。庶民の長旅できる機会は、一生に1度かせいぜい2度と、とても限られ、一度旅に出たからにはできるだけ多くの場所を見て回ろうとした。京・奈良などでは社寺の広大さに感嘆し、大坂では芸能浄瑠璃や芝居に酔った。若者の中には宿場の遊女と遊ぶ者もいた。旅が貴族や武士だけでなく、一般民衆にも広まった。現代と比べて娯楽が少ない当時、旅の持つ意味ははるかに大きかった。
また、江戸期には十返舎一九の東海道中膝栗毛などの旅を題材とした旅文学・紀行文や絵画作品も多く作られた。
なお幕末から明治期の駐日イギリス外交官アーネスト・サトウはその著書「一外交官の見た明治維新」のなかで「日本人は大の旅行好きである」と述べている。その理由として、「本屋の店頭にはくわしい旅行案内書(宿屋、街道、道のり、渡船場、寺院、産物などを記載したもの)、地図がたくさん置いてある」ことなどを挙げている。
近代になり、鉄道と汽船が利用できるようになると、一般人でも長距離の移動が楽にできるようになった。1886年、修学旅行の嚆矢とも言われる東京師範学校の「長途遠足」が実施される。東京から銚子方面へ11日間軍装で行軍するという、軍事演習色の強いものであった。
第二次世界大戦の戦局が悪化した1944年（昭和19年）3月14日には、決戦非常措置要綱に基づく旅客の輸送制限に関する件が閣議決定され、通勤・通学以外の旅行は自粛の徹底が進められた。当時は、長距離移動に適した道路網が未整備であったことなどから、旅行の自粛規制の対象は鉄道に集中した。同年4月以降、長距離移動に欠かせない特別急行列車やほとんどの急行列車が廃止されたほか、寝台車や食堂車の連結も取りやめられた。

## 旅の分類
旅の分類と言ってもさまざまな方法があるが、例えば次のような分類が可能である。
- （移動手段による分類）徒歩旅行、自転車旅行、モーターサイクル・ツーリング（バイク旅）、自動車旅行、ヒッチハイク、バス旅行（バスツアー）、鉄道旅行、船旅、カヌー・ツーリング、飛行機旅行 （→#ギャラリーでイメージ確認可）。
- （参加人数による分類）一人旅、グループ旅行（個人旅行）、団体旅行
- （参加者相互の関係性による分類）一人旅、友達旅行[11]、カップル旅行[12]、夫婦旅行、家族旅行、親族旅行、社員旅行...
- （参加者の性別による分類）女子旅[13]、男子旅[14]
- （計画者による分類）自由旅行 / パッケージツアー
  - （旅行業法による）募集型企画旅行、受注型企画旅行、手配旅行。
- （目的地による分類）国内旅行 / 海外旅行。温泉旅行、離島旅行（島旅）[15]、砂漠ツアー[16]  等々（目的地による分類については、次節 #目的地の有無で詳しく説明する）。宇宙旅行[※ 3] 　[※ 4]。
- （目的による分類）帰省旅行。修学旅行。（社員の）研修旅行、社員慰安旅行（日頃の社員の頑張りをねぎらう目的で行う旅行[17]）、社員旅行（社員間のコミュニケーションや人間関係を深めるための旅行[17]）、商用旅行、取材旅行（業務のための旅行は出張と称される）。[※ 5]
- （機会や節目や記念日などによる分類）
  - （長期休暇の際の旅）夏休み旅行（お盆旅行）[18]、冬休み旅行、年末年始旅行（正月旅行）[19]、春休み旅行、ゴールデンウィーク旅行。欧米の秋休み旅行。中華人民共和国の春節旅行。
  - （人生の節目にする旅）卒業旅行、新婚旅行、傷心旅行（失恋を癒やす旅）、定年退職旅行
  - （記念日を祝う旅行）成人記念旅行（20歳を記念し祝う旅行）、。結婚記念日旅行。銀婚式記念旅行、金婚式記念旅行
- （移動頻度などによる）滞在型旅行 / 周遊型旅行、弾丸ツアー（bullet tour）。
- （お金のかけかたによる分類）高級ツアー[20]（プレミアム（な）旅[21]） / 節約旅、貧乏旅行[22]（貧乏旅）、無賃旅行（ヒッチハイクも関連）
- （その他）マイル修行。VRとオンライン旅行

## 目的地の有無
目的地のある旅と無い旅がある。
目的地が複数の場合もあり、英語ではツーリングと言う。
また、“目的地”は形式的に設定されているだけであまり重要でなく、実質は途中の移動や行為であるような旅、移動中にさまざまなものを見てゆくことのほうがむしろ主たる愉しみとなっている旅もある。
期間だけを決めて出発し、行き先は成行きに任せる旅もある。期間も行き先も定めずあてどもなく長期の旅に出る人もおり、「放浪の旅に出る」という表現もある。
さまざまありうるが、次のような場所はしばしば目的地に設定されている。
- 親類宅、親友宅、知人宅（VFR）
- 景勝地全般：高原、山麓、山頂、島、滝、洞窟、海岸、湖、湿原、砂漠、砂丘、国定公園、国立公園、世界遺産とされた自然
- 聖地や霊場、教会堂、モスク[※ 7]、仏閣、神社（それらの場所で宗教的な祭を観ることも行われている。巡礼、参拝）
- 史跡全般：世界遺産とされた建造物(史跡めぐり（英語版）)
- 都市、有名料理店、有名劇場、有名音楽ホール
- 美術館、博物館、動物園、水族館、植物園(サイエンス・ツーリズム（英語版）)
- 温泉地
- 避暑地、休暇村、海水浴場
- テーマパーク、遊園地
- 病院(医療観光)
- 文学や映画、テレビドラマ、アニメなどの作品のロケ地や舞台となった場所（コンテンツツーリズム、フィルムツーリズム）
- ある国や土地の端：最北端・最南端・最東端・最西端、半島や岬の先端[※ 8]

## ギャラリー

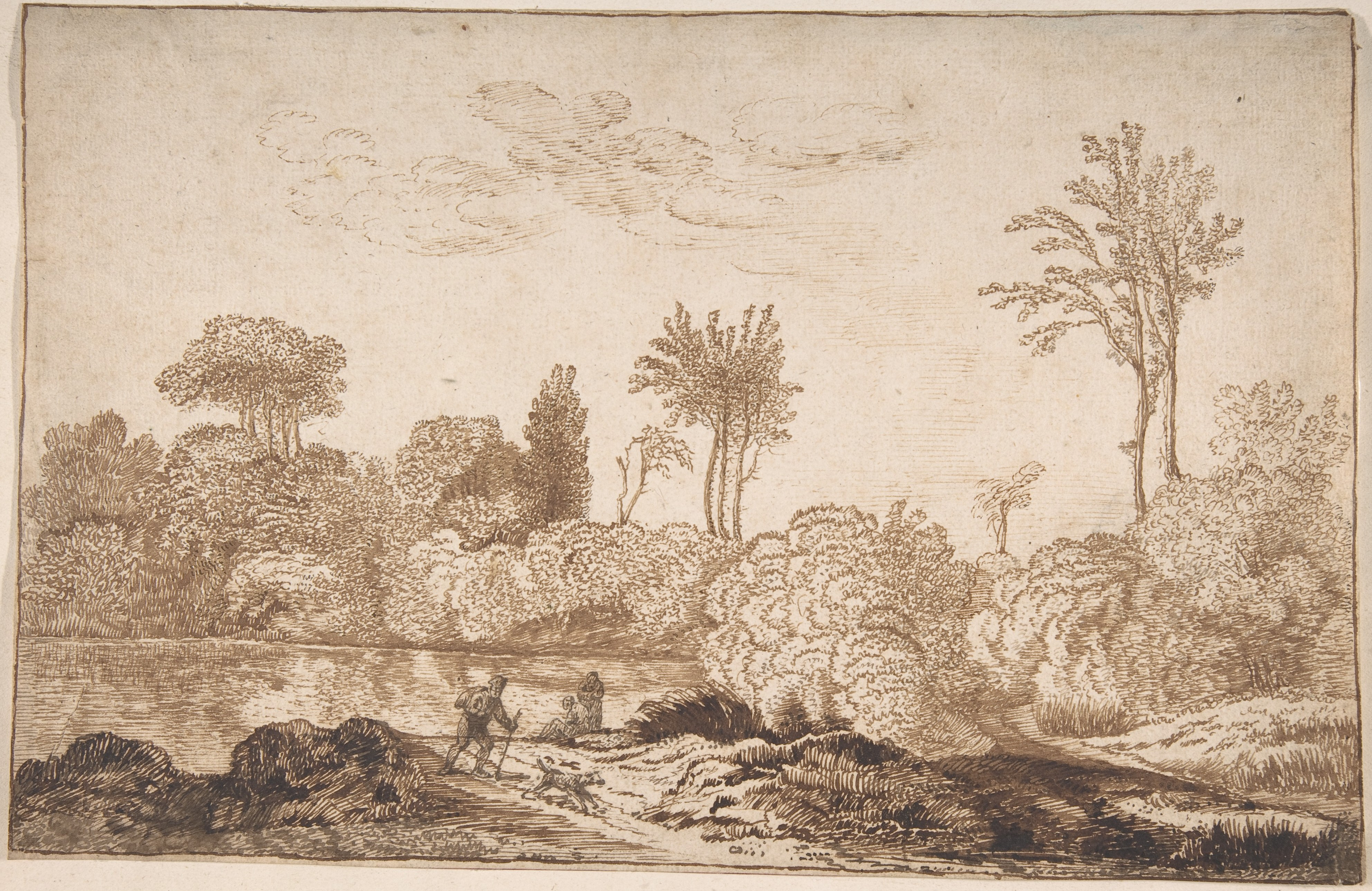
徒歩での旅（17世紀、オランダ）
ラクダに荷物を載せて砂漠を旅するキャラバン
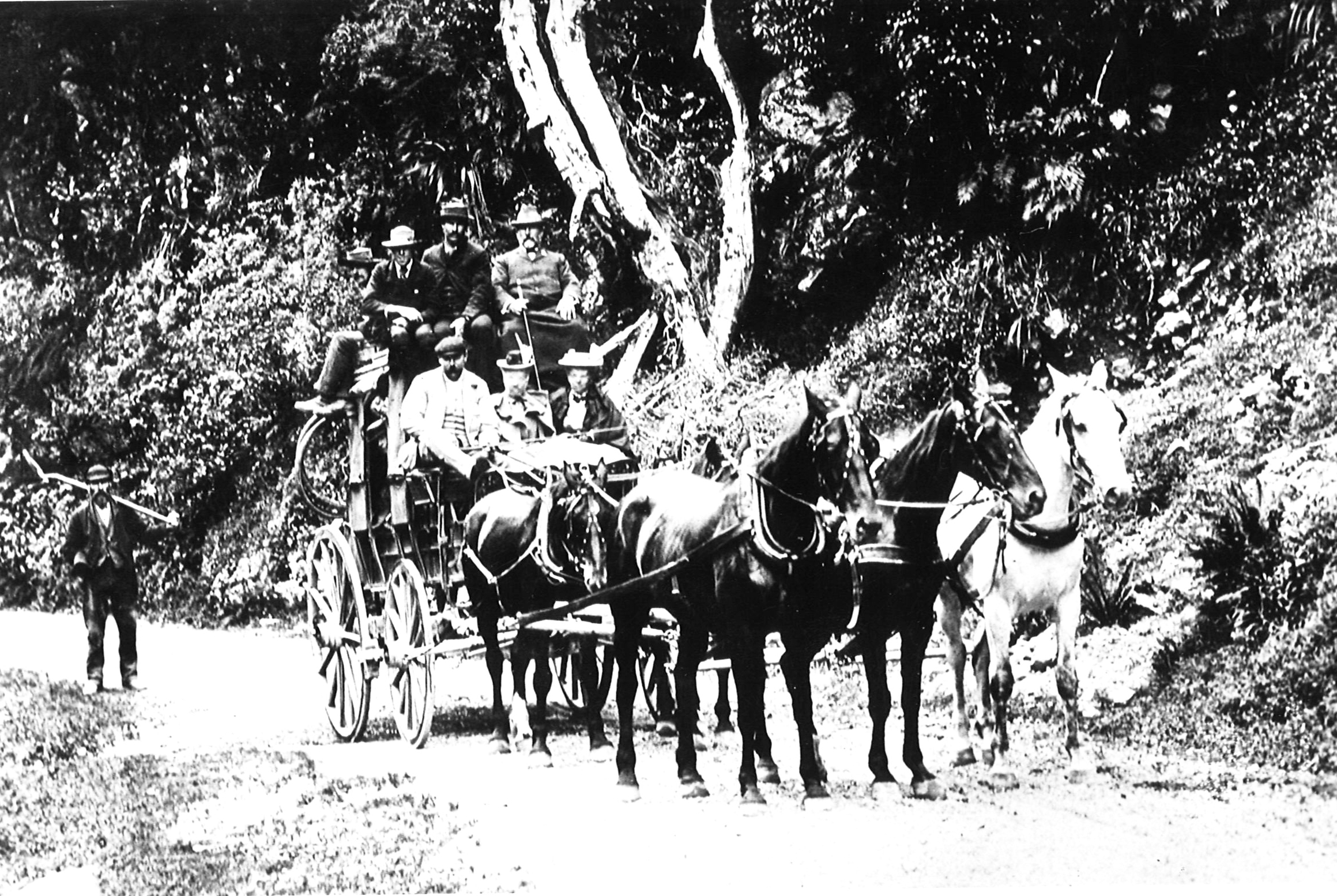
馬車での旅（1895年、ニュージーランド）
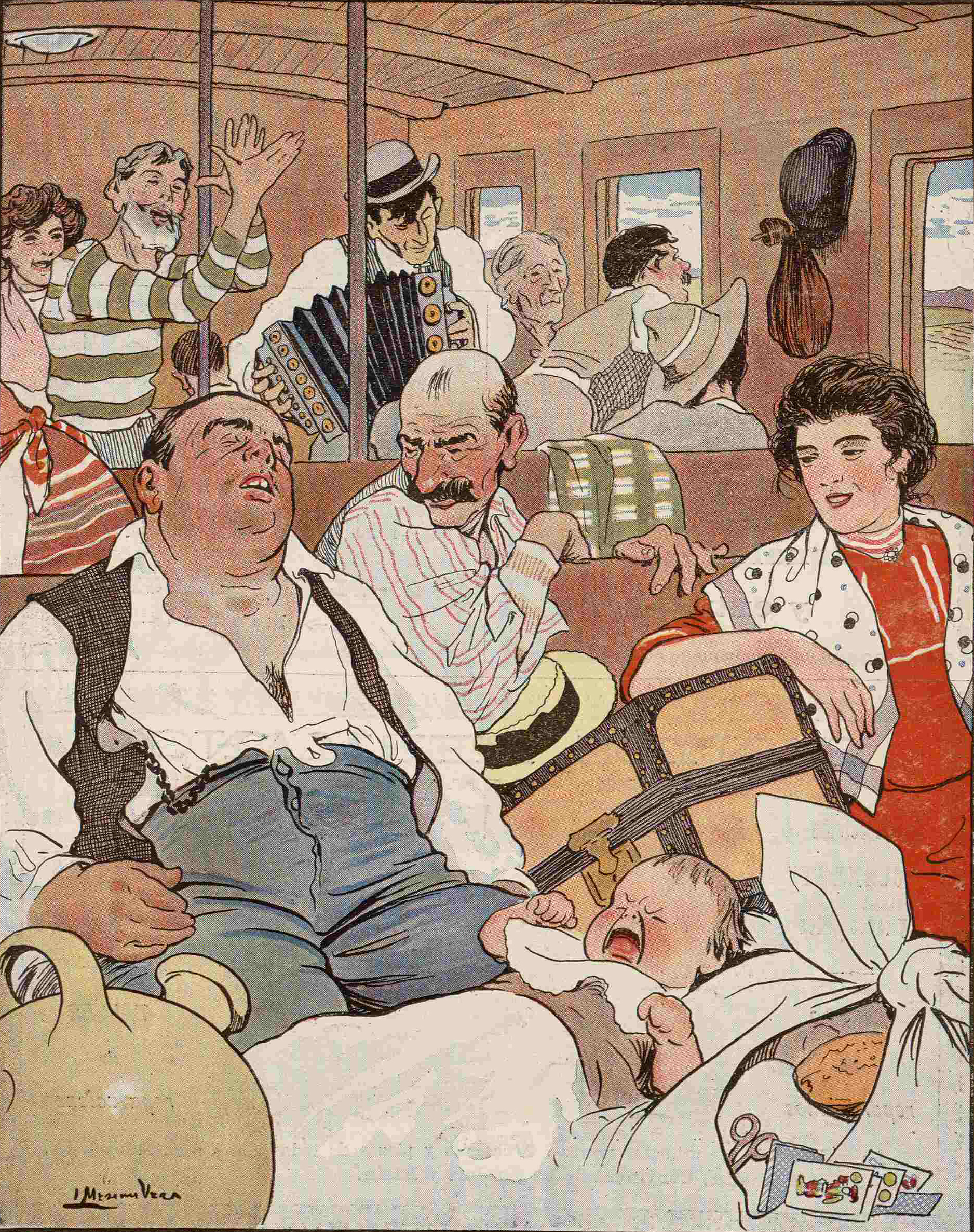
鉄道列車による旅（1907年、スペインのイラスト）
列車による旅。（1974年、アメリカ、Amtrakの列車にて）
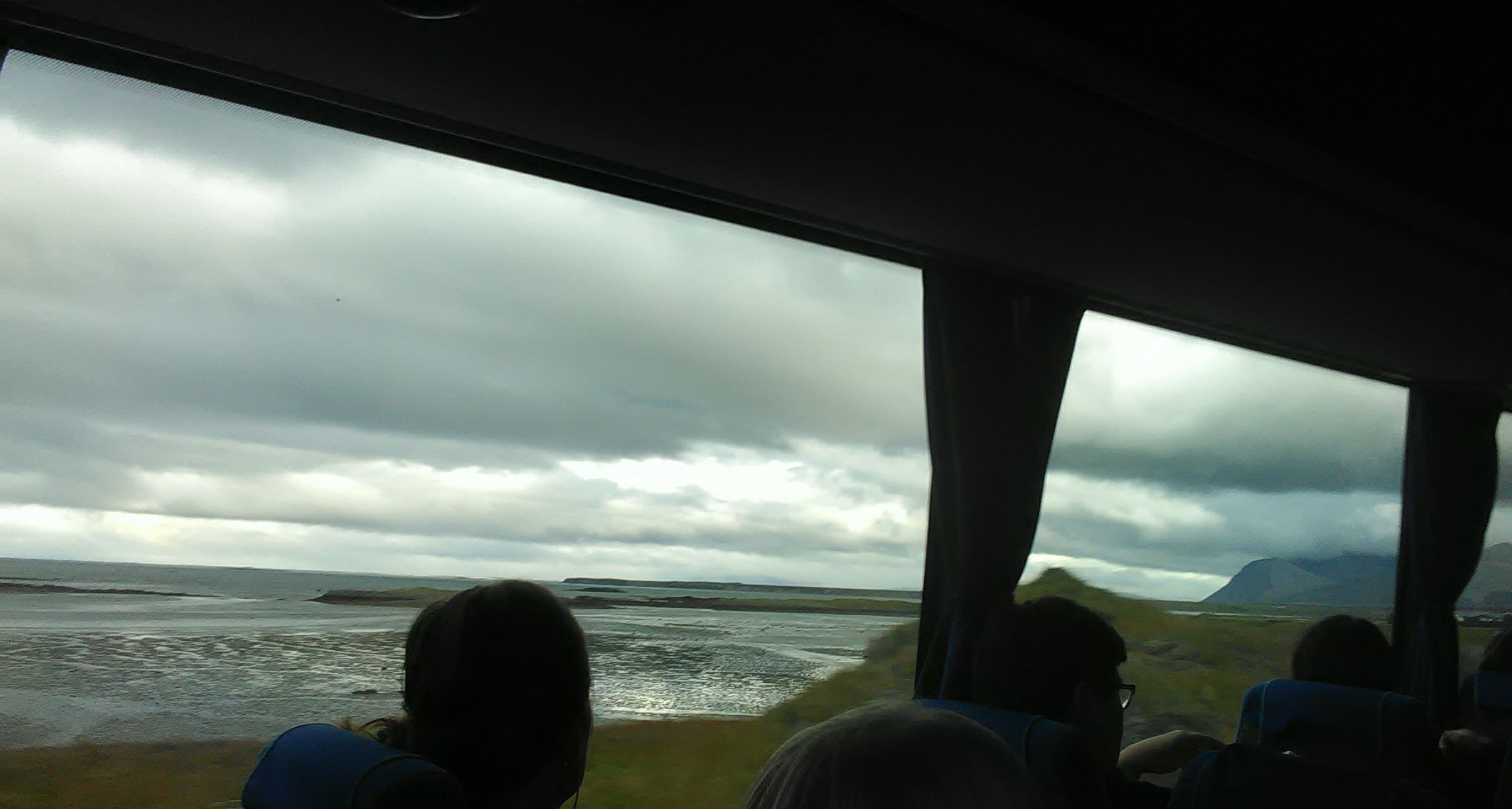
バスでの旅（2019年、アイスランド）
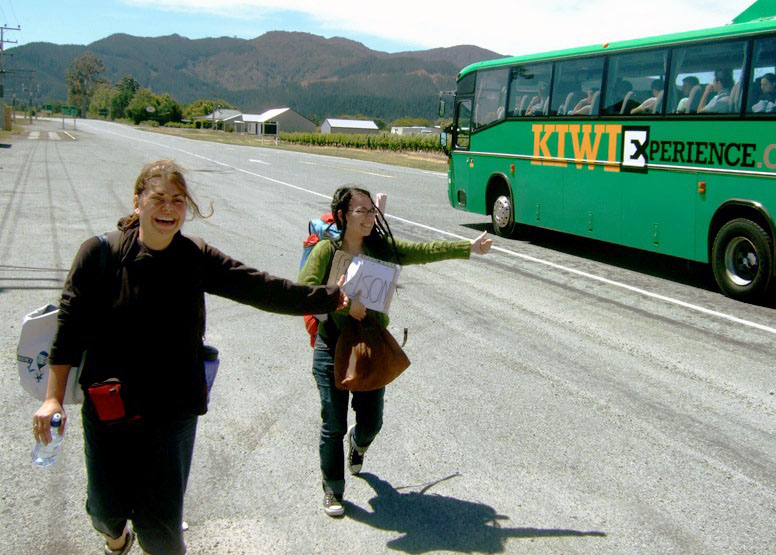
ヒッチハイクによる旅
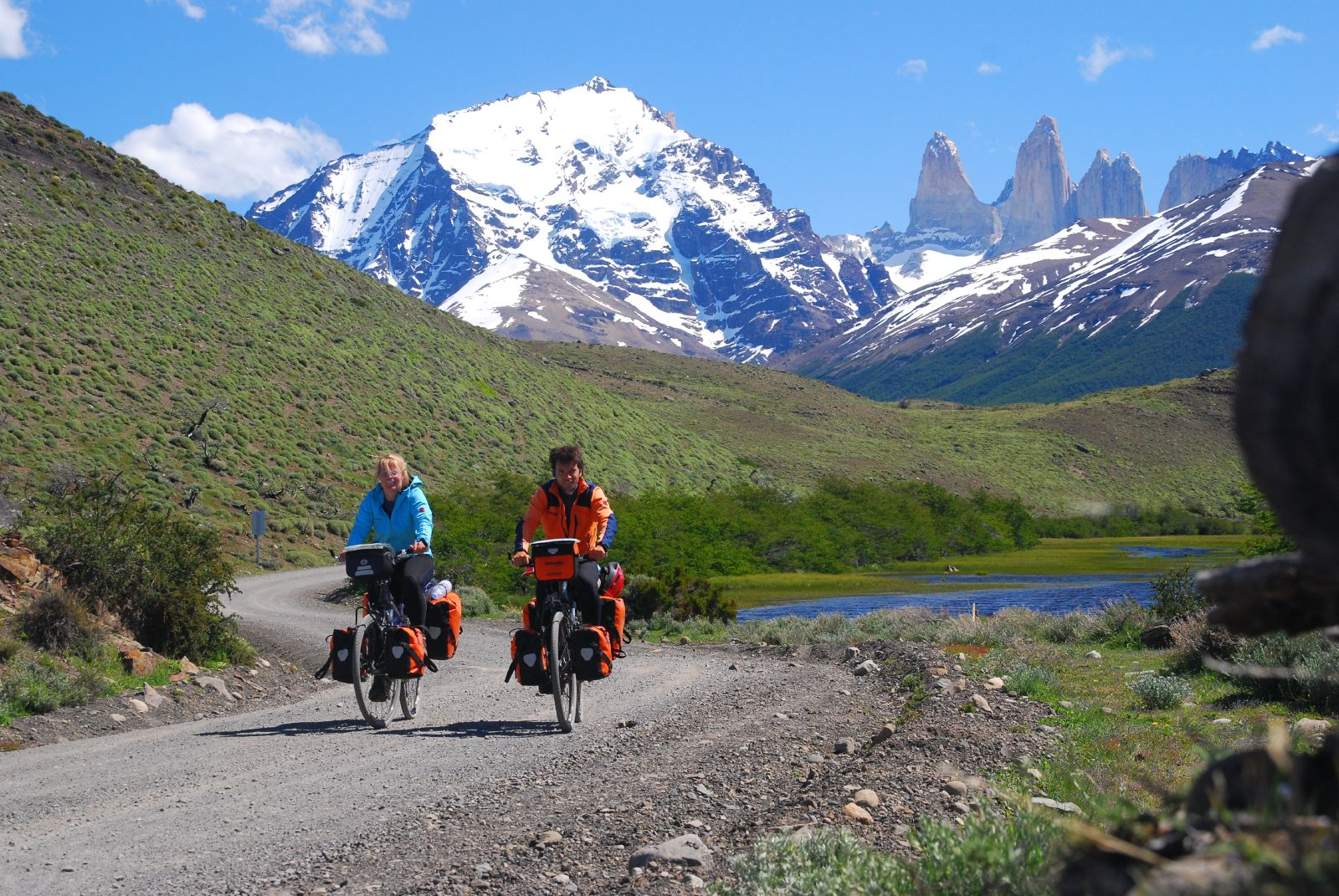
自転車での旅（2008年、パタゴニア）
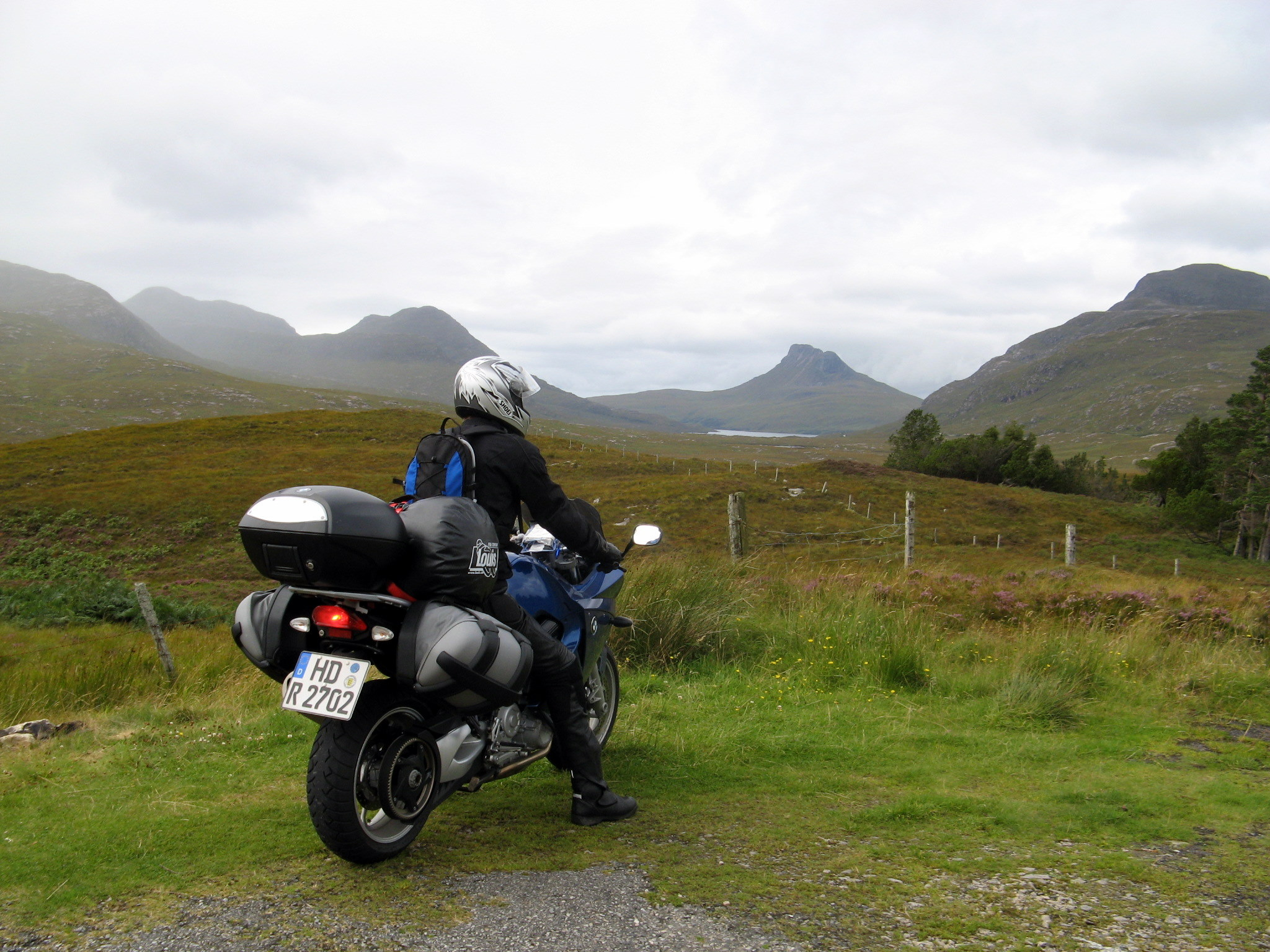
オートバイでの旅
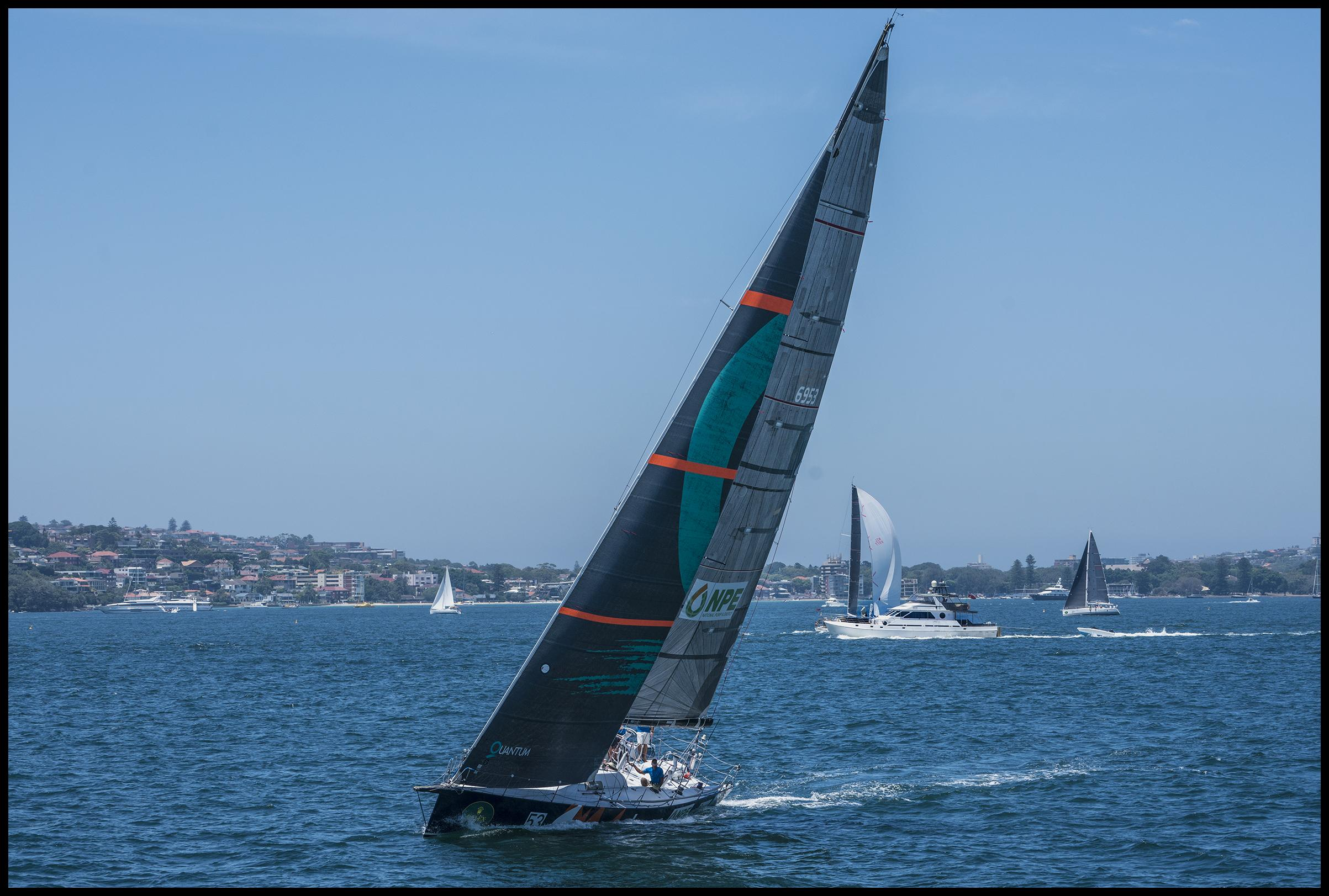
セーリングボートによる旅
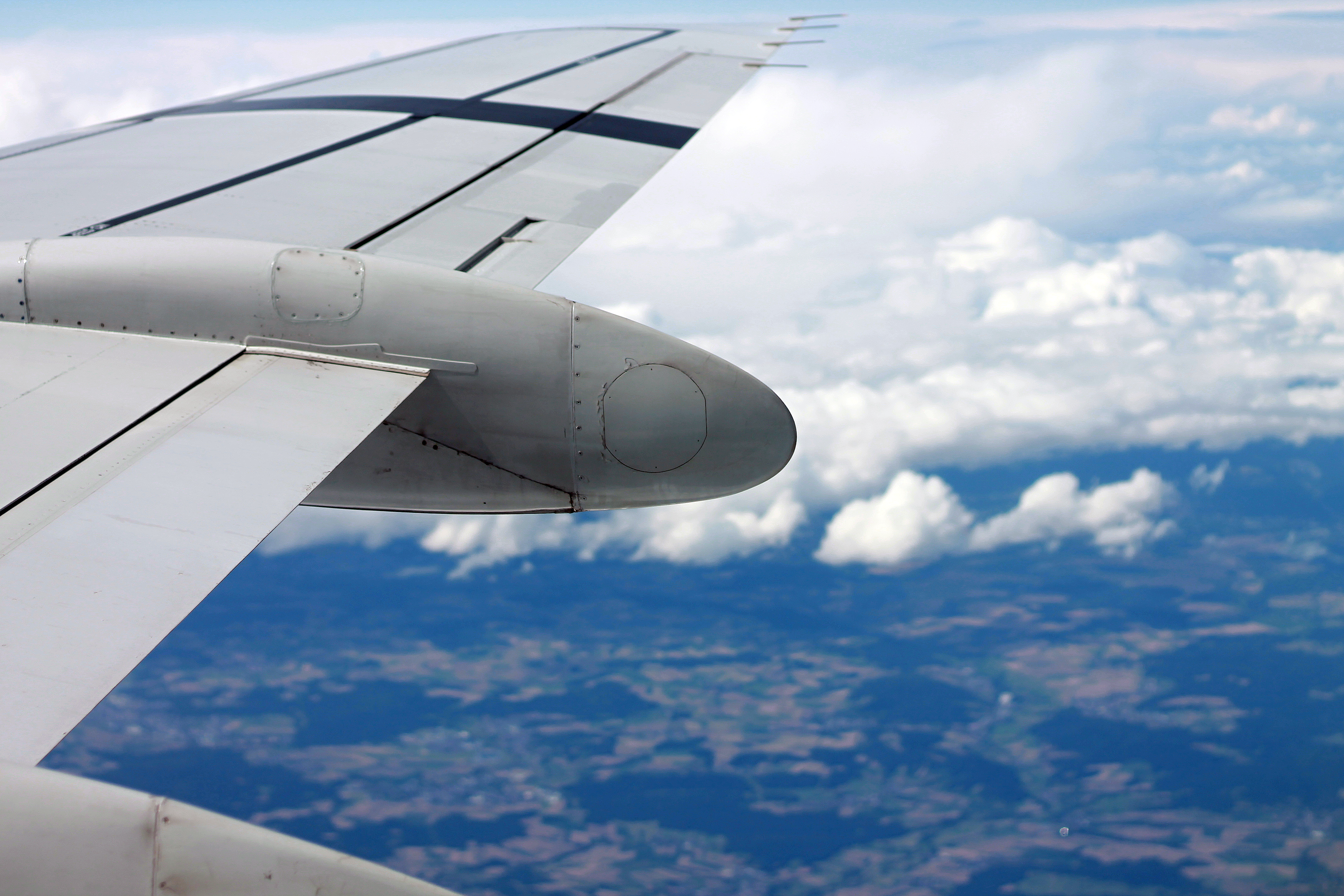
旅客機での旅
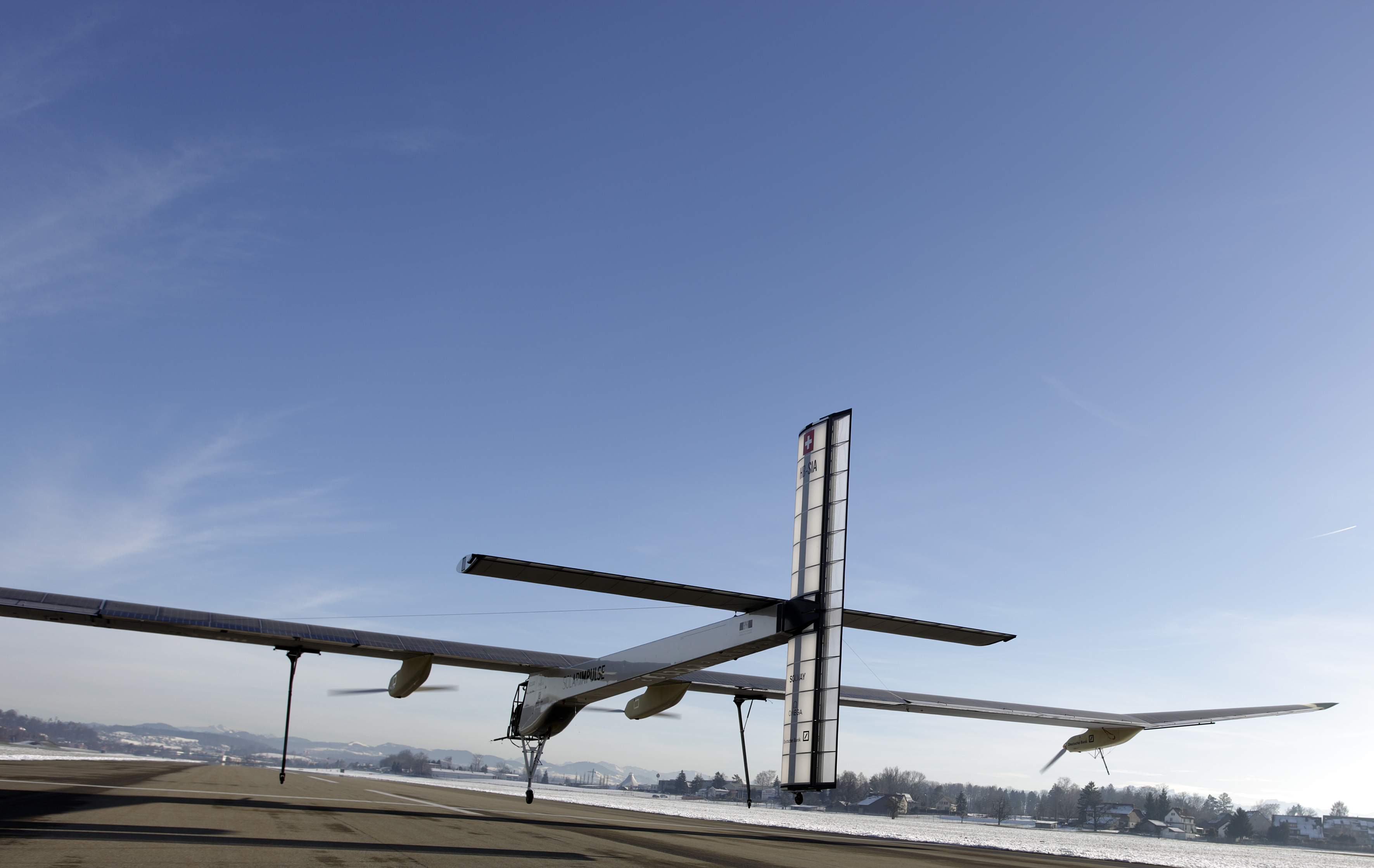
ソーラー・インパルス（ソーラー飛行機）による世界一周の旅

## 旅行の文化
- 世界旅行博
- 旅行写真 、ロードムービー、 旅番組、旅芸人
- 旅行ガイドブック、紀行文（旅行記、道中記）
- 観光経済新聞、トラベルジャーナル、旬刊旅行新聞

旅の枕詞は「草枕」である。草枕とは、旅先で草で仮に枕を編んだことに因む。
中東・コーカサスの儀式
中東やコーカサス地域では、旅行や会社に行く人の後ろに水を垂らす儀式Spilling water for luckが行われる。流れる水のようにスムーズに行動できますようにという願掛けである。
観光産業
- 観光、観光協会、政府観光局、観光立国推進基本法、観光業
- 旅行業務取扱管理者、通訳案内士、添乗員
- 旅行業協会、旅行業法、宿泊施設、旅行会社
- 旅客輸送、旅客車、旅客機、客船、バス、ハイヤー、タクシー、フェリー
- 出入国管理、関所

器具
- 旅行用手荷物（英語版）、トロリーバッグ、スーツケース、旅行用トランク（英語版）、行李
- 旅行の記念品（英語版）、お土産
- 旅行用目覚まし時計（英語版）

## 関連する心身の不調・疾病
- 時差ぼけ
- 旅行後鬱（英語版） ‐ 休みボケとも呼ばれる気分障害。
- 旅行者下痢
- 静脈血栓塞栓症(エコノミークラス症候群)
- クルーズ船上の感染症（英語版）